# 大出佐智子
大出佐智子（おおで さちこ、1979年12月7日 - ）は、東京都出身のラジオパーソナリティ。プラスプラス所属。愛称はさっちゃん。

## 来歴・人物
幼少期までを海外で過ごし、大学時代にもイギリスに3ヶ月間研修へ出向くなど、海外経験が豊富で、国際色豊か。
また、高校までフィギュアスケートを続けていたこともあり、日本スケート連盟有望新人認定選手にも選ばれたことがある。
社会人となり某電機メーカーの営業アシスタントの経験もある。
ラジオDJやイベントMCとして、これまでにはJ-WAVEやInter FM、FM-FUJIなどの番組でDJを担当。
趣味は映画鑑賞、ネイルアート。特技はフィギュアスケート、器械体操、ジャズダンス。日本酒が好物。
7歳下の弟がいる。

## 出演番組

### 過去
- PUMP UP RADIO（FM-FUJI、16:00～19:54）2009.4.1～2010.9.29までは水曜、2010.10.5～2014.3.25までは火曜
- SPIN BREAK (Inter FM)　2001.1～3
- KDDI BILLBOARD BEST OF POPS (Inter FM) 2001.4～2002.3
- H.I.S. World Trax (Inter FM) 2008.12.1～
- Brandnew J (J-WAVE) ナビゲーター
- RADIO-izm (FM-FUJI) 2007.4.5～2009.3.26
- BOOGIE JUNCTION (FM-FUJI) 2009.1.4～3.29
- GOOD DAY SUMMER SPECIAL〜RESORT NAVIGATION 北杜･清里方面レポーター(FM-FUJI／2010年7月29日)
- ワークス横浜 presents JOY RIDE（FMヨコハマ、日曜 12：00～12：30/2009年10月～2011年3月）

ほか